# Рафайлівська сільська рада
| Рафайлівська сільська рада — колишній орган місцевого самоврядування у Антрацитівському районі Луганської області з адміністративним центром у с. Рафайлівка. Сільській раді підпорядковані населені пункти: - с. Рафайлівка - с. Іллінка - с. Леськине |

## Склад ради
Рада складається з 16 депутатів та голови.

### Керівний склад ради
| ПІБ                           | Основні відомості                                                         | Дата обрання | Дата звільнення |
| ----------------------------- | ------------------------------------------------------------------------- | ------------ | --------------- |
| Гончарова Світлана Леонідівна | Сільський голова, 1956 року народження, освіта, позапартійна              | 26.03.2006   | 31.10.2010      |
| Гончарова Світлана Леонідівна | Сільський голова, 1956 року народження, освіта вища, член Партії регіонів | 31.10.2010   |                 |

Примітка: таблиця складена за даними джерела